# Jules Gilliéron
Jules Gilliéron (* 21. Dezember 1854 in La Neuveville; † 26. April 1926 in Schernelz, Ligerz) war ein schweizerisch-französischer Romanist und Dialektologe mit Wirkungskreis in Frankreich.

## Leben und Werk
Gilliéron, Bruder von Emile Gilliéron, studierte in Neuenburg, Basel und von 1876 bis 1880 in Paris an der École pratique des hautes études. Dort lehrte er auf dem Lehrstuhl für galloromanische Dialektologie als Nachfolger von Arsène Darmesteter knapp 43 Jahre lang (von Februar 1883 bis Januar 1926) mit großer Wirkung. Mit Edmond Edmont schuf er den auf exploratorischer Sprecherbefragung beruhenden Französischen Sprachatlas (ALF), der beispielhaft wurde und mit dem er die romanische Sprachgeographie begründete. Mit seinem Schüler Jean-Pierre Rousselot gründete er die Revue des patois galloromans (1887–1893).

## Schriften
- Patois de la commune de Vionnaz (Bas-Valais), Paris 1880.
- Petit atlas phonétique du Valais roman (sud du Rhone), Paris 1881.
- mit Edmond Edmont: Atlas linguistique de la France, 10 Bde.,  Paris 1902–1914; Supplementbd. 1920.
- mit Mario Roques: Etudes de géographie linguistique, d’après l’Atlas linguistique de la France, Paris 1912.
- Généalogie des mots qui ont désigné l’abeille d’après l’Atlas linguistique de la France, Paris 1918, Genf 1975.
- La Faillite de l’étymologie phonétique, Neuveville 1919.
- Pathologie et thérapeutique verbales, Paris 1921, Genf 1977.
- Les étymologies des étymologistes et celles du peuple, Paris 1922.
- Thaumaturgie linguistique, Paris 1923.